# 多賀榮太郎
多賀 榮太郎（たが えいたろう、1910年（明治43年）10月27日 - 2001年（平成13年）12月21日）は、日本の政治家。東京都品川区長。

## 来歴
品川区議会事務局長、教育委員会学務課長、財務課長、助役（1964年）などを歴任。
1972年、区長選任制に基づき品川区長に就任。1975年4月27日に行われた区長選挙に社会党・共産党・民社党の推薦と公明党の支持を受けて立候補し初当選。
1987年まで区長を務めた。